# Краб Орчард (Западна Вирџинија)
Краб Орчард (енгл. Crab Orchard) насељено је место без административног статуса у америчкој савезној држави Западна Вирџинија.

## Демографија
По попису из 2010. године број становника је 2.678, што је 83 (-3,0%) становника мање него 2000. године.
| Група             | 2000.         | 2010.         |
| Белци             | 2.702 (97,9%) | 2.613 (97,6%) |
| Афроамериканци    | 25 (0,9%)     | 10 (0,4%)     |
| Азијати           | 3 (0,1%)      | 2 (0,1%)      |
| Хиспаноамериканци | 17 (0,6%)     | 9 (0,3%)      |
| Укупно            | 2.761         | 2.678         |